# 忙畔街道
忙畔街道，是中华人民共和国云南省临沧市临翔区下辖的一个乡镇级行政单位。

## 行政区划
忙畔街道下辖以下地区：
忙畔社区、忙令社区、青华村、文伟村、丙简村、岔河村和明子村。